# Кровь за кровь (фильм, 2023)
«Кровь за кровь» (англ. Transfusion) — австралийский экшн-триллер 2023 года.

## Сюжет
Бывший снайпер элитных спецслужб Райан всю жизнь любил одну женщину и ради спасения их сына решился на дерзкое ограбление. Теперь он вне закона, но криминальный мир будет играть по его правилам.

## В ролях
- Сэм Уортингтон — капрал Райан Логан
- Мэтью Нэйбл — Джонни
- Фиби Тонкин — Джастин
- Эдвард Кармоди — Билли Логан (16 лет)
- Джилберт Брэдмен — Билли Логан (8 лет)

## Производство
Съёмки фильма проходили в Австралии. Все сцены были сняты в Сиднее.
«Я воспитывался в армейских казармах до 15 лет, — говорит режиссер, сценарист и один из ведущих актеров фильма Мэтью Нэйбл. — Потому что мой отец был солдатом. Я видел многих людей, похожих на героев этого фильма. Я их отлично понимаю. Поэтому я должен был написать что-то подобное. О том, что мне близко и хорошо знакомо».